# نيديليكو كابرينوفيك
نيديليكو كابرينوفيك (بالألمانية: Nedeljko Čabrinović) (كيرلية:Недељко Чабриновић) ولد 2 فبراير 1895 وتوفي في 20 يناير 1916 كان صربيًّا بوسنيًّا ومن أعضاء حركة البوسنة الشابة الثورية، وأحد الأعضاء السبعة لتنظيم اليد السوداء السري الذي هدف إلى عملية اغتيال ولي العهد النمساوي المجري فرانس فرديناند خلال زيارته لسراييفو في شهر يونيو 1914.
أثناء الهجوم، رمى كابرينوفيك قنبلة يدوية على موكب الأرشيدوق، لكن المتفجرات لم تُصِب الهدف، وانفجرت أسفل السيارة التي كانت تليه. أُلقي القبض عليه بعد ذلك بوقت قصير، وأُدين لاحقًا بتهمة الخيانة العظمى. ولأنه كان دون سن الـ21، لم يكن مؤهلًا لعقوبة الإعدام، فحُكم عليه بالسجن لمدة 20 عامًا مع الأشغال الشاقة في قلعة تيريزينشتات في بوهيميا. خلال فترة سجنه، عانى من ظروف قاسية، وأُصيب بالسل، ما أدى إلى وفاته في 23 يناير 1916. بعد الحرب العالمية الأولى، أُعيد دفن رفاته في سراييفو إلى جانب المتآمرين الآخرين في كنيسة أبطال فيدوفدان.

## نشأته
وُلد نيديلكو كابرينوفيك في 1 فبراير «20 يناير وفقًا للتقويم الهنغاري» عام 1895 في سراييفو، البوسنة والهرسك، التي كانت تخضع آنذاك لإدارة الإمبراطورية النمساوية-المجرية. كان واحدًا من بين 9 أبناء، واشتغل والده، فاسو كابرينوفيك، في إدارة مقهى في سراييفو. عُرف فاسو أيضًا بعمله مخبرًا لدى الشرطة النمساوية المجرية، وهو ما أثار خلافات متكررة بينه وبين ابنه. التحق كابرينوفيك في البداية بمدرسة التجار في تريبينيي، الهرسك، الواقعة قرب مسقط رأس والده.
في عام 1908، انتقل إلى سراييفو ليواصل تعليمه في مدرسة التجار، لكنه أخفق في اجتياز الامتحان النهائي. بعد ذلك، خضع لتدريب مهني متنوع قبل أن يحصل على عمل في مطبعة صربية في سراييفو، حيث أمضى عامين يتدرّب على فنون الطباعة. خلال تلك الفترة، شارك كابرينوفيك في النشاط النقابي، وانتُخب، في سن الرابعة عشرة، أول رئيس لنقابة متدربي الطباعة، ساعيًا إلى تنظيم المتدربين العاملين في هذا المجال. انتهت علاقته بالعمل بعد مشادة كلامية مع أحد الزملاء، أُبعِد على إثرها من منزل عائلته.

## الراديكالية

### الانخراط السياسي والراديكالية
عاش كابرينوفيك وعمل في عدد من المدن، منها نوفي ساد وكارلوفتشي وشيد، حيث اشتغل في مطبعة اشتراكية. انتقل لاحقًا إلى بلغراد، في مملكة صربيا، وعمل هناك في مطبعة داتشيتش، المعروفة بنشر الأدبيات الأناركية. خلال إقامته في بلغراد، تأثّر بزملائه من العمال، وخصوصًا كريستا تشيكفاريتش، محررة مجلة «نوفو فريم»، وهي دورية أناركية. شارك في محاضرات مسائية تناولت الفكر الأناركي، وبدأ يعرّف نفسه بأنه أناركي، أو كما وصف نفسه لاحقًا: «اشتراكي أناركي».
في عام 1912، عاد كابرينوفيك إلى سراييفو، حيث التحق بالعمل في مطبعة جديدة. خلال هذه الفترة، شارك في إضراب عمالي رغم معارضة والده. وعندما رفض الإفصاح للشرطة عن هوية قائد الإضراب، نُفي من سراييفو لمدة 5 سنوات بسبب أنشطته الأناركية. عاد بعد ذلك إلى بلغراد، وبعد تدخل بعض الأصدقاء والأقارب، رُفع قرار نفيه، مما أتاح له العودة إلى سراييفو في وقت لاحق من العام نفسه. هناك، أصبح عضوًا متفرغًا في النقابة، والتقى بغافريلو برينسيب لأول مرة في عام 1912. في مارس 1913، غادر كابرينوفيك سراييفو والتحق بالعمل في مطبعة سلوفينية في ترييستي، ثم عاد لاحقًا إلى بلغراد في أكتوبر 1913.

### المؤامرة والتحضير
في أوائل عام 1914، التقى كابرينوفيك ببرينسيب في بلغراد، حيث كان برينسيب يستعد لامتحان السنة الثامنة في مدرسة بلغراد الثانوية الأولى. أثناء ارتيادهما المقاهي الشعبية التي يرتادها المغتربون البوسنيون ومحاربو تشيتنيك السابقون في حروب البلقان، عثر كابرينوفيك وبرينسيب على مقال صحفي يُفصّل الزيارة المُقررة للأرشيدوق فرانز فرديناند من النمسا إلى البوسنة في شهر يونيو. كان برينسيب، الذي عزم مسبقًا على اغتياله، قد أقنع كابرينوفيك وتريفكو غرابيز، ابن قس أرثوذكسي صربي يبلغ من العمر 18 عامًا، بالانضمام إلى مؤامرة اغتيال الأرشيدوق أثناء زيارته الرسمية إلى سراييفو.
عن طريق جولاجا بوكوفاتش، وهو جندي سابق من مسلمي البوسنة، تعرّف المتآمرون إلى ميلان تشيغانوفيك، وهو محارب بوسني قديم وعضو في جماعة «اليد السوداء»، وهي منظمة قومية صربية سرية تقف خلف اغتيال الملك ألكسندر الأول ملك صربيا عام 1903. بعد ذلك، نظّم تشيغانوفيك لقاءً مع الرائد فويسلاف تانكوسيتش، وهو قائد بارز في صفوف التشيتنيك وعضو في «اليد السوداء» من أصول بوسنية، زوّدهم بالأسلحة وتولى تدريبهم على استخدامها.
مع نهاية مايو 1914، غادر كابرينوفيك وبرينسيب وغرابيز بلغراد، وكانوا يحملون خمس مسدسات من نوع براوننج، وست قنابل يدوية، وحبوب سيانيد. نُقلوا إلى داخل البوسنة بمساعدة «نارودنا أودبرانا»، وهي منظمة قومية ترتبط بالمخابرات العسكرية الصربية. أما كابرينوفيك، الذي طُلِب منه السفر بشكل منفصل، فقد تخلّى عن مسدسه قبل عبوره الحدود. عند وصولهم إلى سراييفو في أوائل يونيو، انضمت إلى المجموعة عناصر إضافية. وبناءً على توجيه من برينسيب، جنّد زميله السابق في السكن، دانيلو إليتش، ثلاثة متآمرين آخرين: محمد محمد باشيتش، وهو نجّار من مسلمي البوسنة، وطالبان من صرب البوسنة، هما تسفيتكو بوبوفيك، البالغ من العمر 18 عامًا، وفاسو تشوبريلوفيك، البالغ من العمر 17 عامًا.

## محاولة اغتيال
في 28 يونيو 1914، وصل الأرشيدوق فرانز فرديناند من النمسا وزوجته، الدوقة صوفي تشوتيك، إلى سراييفو بالقطار قبيل الساعة 10 صباحًا. كانت سيارتهما ثالثة ضمن موكب مؤلف من 6 سيارات متجهة إلى مبنى بلدية سراييفو. كان سقف السيارة المكشوفة مفتوحًا ليتمكّن الجمهور من رؤية راكبيها بوضوح. توزّع القتلة الستة على امتداد الطريق، وتولى كل واحد منهم مهمة اغتيال الأرشيدوق عند اقتراب سيارته من موقعه. فقد المتآمر الأول، محمد محمد باشيتش، رباطة جأشه وترك السيارة تمرّ من دون أن يتحرّك. أما الثاني، فاسو تشوبريلوفيك، فكان يحمل قنبلة، لكنه لم يتخذ أي إجراء.
كان كابرينوفيك التالي على الطريق. قبيل الساعة 10:30 صباحًا، وأثناء مرور الموكب أمام مركز الشرطة المركزي، وقف على ضفة النهر في الشارع وألقى قنبلة يدوية من طراز «M.12 Vasić» باتجاه سيارة الأرشيدوق. ارتدت القنبلة، التي تأخر انفجارها 10 ثوانٍ، عن غطاء المحرك المطوي، وانفجرت تحت السيارة التي كانت تليها، فأصابت راكبيها، إريك فون ميريزي والكونت ألكسندر فون بوس-فالديك، بجروح خطيرة، كما أُصيب عدد من الأشخاص في الحشد القريب.
بعد إلقائه القنبلة، ابتلع كابرينوفيك حبّة سيانيد وقفز في نهر ميلجاكا. لم يكن السم قاتلًا، إذ تسبّب فقط في رغوة بالفم وتقيؤ، كما أن عمق النهر لم يتجاوز 10 سنتيمترات نتيجة جفاف الصيف. أمسك به المارة والشرطة، واقتيد مباشرة إلى مركز شرطة سراييفو المركزي.
بعد اعتقال كابرينوفيك، غيّر الأرشيدوق مسار رحلته لزيارة الضباط المصابين. وأثناء توجه سيارته إلى المستشفى، أدى انعطاف خاطئ إلى تباطؤها أمام برينسيب. ومن مسافة لا تتجاوز بضع أقدام، أطلق برينسيب رصاصتين، أصابت إحداهما الأرشيدوق في الوريد الوداجي، وأصابت الأخرى الدوقة صوفي في البطن. توفي الاثنان متأثرين بجراحهما خلال دقائق.

## المحاكمة والحكم
عقب الاغتيال، أُلقي القبض على نيديلكو كابرينوفيك مع 24 شخصًا آخر، بعدما كشفت التحقيقات عن ستة متآمرين رئيسيين شاركوا في مؤامرة اغتيال الأرشيدوق فرانز فرديناند. في 28 أكتوبر 1914، أدانت محكمة سراييفو كابرينوفيك وغافريلو برينسيب بتهمة الخيانة العظمى. خلال المحاكمة، أقرّ كابرينوفيك بدوره في المؤامرة وأعرب عن ندمه، وكتب رسالة اعتذار إلى أبناء الأرشيدوق الثلاثة، الذين قبلوا اعتذاره.
نظرًا لصغر سنّه، أُعفي كابرينوفيك، إلى جانب برينسيب وتريفكو غرابيز، من عقوبة الإعدام بموجب القانون النمساوي المجري. حُكم عليه بدلًا من ذلك بالسجن لمدة 20 عامًا مع الأشغال الشاقة، وهي أقصى عقوبة مسموح بها في حالته. شملت العقوبة أيضًا خصم يوم واحد شهريًا من الطعام والماء، إضافة إلى حبس انفرادي سنوي في ظلام دامس بتاريخ 28 يونيو، ذكرى الاغتيال.
صدرت أحكام متفاوتة بحق بقية المتآمرين. نال فاسو تشوبريلوفيك حكمًا بالسجن 16 عامًا، بينما حُكم على تسفيتكو بوبوفيك بالسجن 13 عامًا. في المقابل، أُعدم دانيلو إيليش، وفيليكو تشوبريلوفيك، وميسكو يوفانوفيك شنقًا في 3 فبراير 1915. أما محمد محمد باشيتش، فنجح في الإفلات من الاعتقال وهرب إلى الجبل الأسود.